# Zhang die Jüngere
Zhang die Jüngere (張皇后, Geburtsname unbekannt) war eine Kaiserin der Shu Han zur Zeit der drei Reiche. Sie war die zweite Gemahlin des zweiten Shu-Kaisers Liu Shan.
Liu Shans erste Gemahlin Kaiserin Zhang war ihre Schwester. Sie war somit ebenfalls eine Tochter des Generals Zhang Fei und von Frau Xiahou, einer Tochter von Xiahou Dun. Als ihre Schwester 237 starb, nahm Liu Shan sie als Konkubine an. Im nächsten Jahr (238) erhob er sie zur Kaiserin.
Kaiserin Zhang hatte wie ihre Vorgängerin keine Kinder. Nachdem das Reich 263 an Wei verlorenging, wurde sie mit ihrem Gemahl in die Wei-Hauptstadt Luoyang berufen. Da ihr Gemahl zum Fürsten von Anle bestallt wurde, wurde sie Fürstin. Ihr Todesdatum ist unbekannt.
| Vorgänger | Amt                                    | Nachfolger   |
| --------- | -------------------------------------- | ------------ |
| Zhang     | Kaiserin von China (Südwesten) 238–263 | Bian von Wei |

| Personendaten    | Personendaten                      |
| ---------------- | ---------------------------------- |
| NAME             | Zhang die Jüngere                  |
| ALTERNATIVNAMEN  | 張皇后 (chinesisch)                |
| KURZBESCHREIBUNG | Kaiserin der Shu Han               |
| GEBURTSDATUM     | 2. Jahrhundert oder 3. Jahrhundert |
| STERBEDATUM      | 3. Jahrhundert                     |